# Алдошин Віктор Павлович
Віктор Павлович Алдошин (нар. 8 серпня 1960, Роздолля, Компаніївський район, Кіровоградська область) — український актор театру і кіно, актор Національного академічного драматичного театру імені Лесі Українки. (Київ). Народний артист України (2014).

## Життєпис
Народився 8 серпня 1960 року.
У 1984 році закінчив Київський інститут театрального мистецтва імені Карпенка-Карого.
У 1984—1999 роках — актор Кіровоградського обласного українського музично-драматичного театру імені М. Кропивницького.
З 1999 року — актор Національного академічного театру російської драми імені Лесі Українки (нині Національний академічний драматичний театр імені Лесі Українки), Київ.

## Творчість

### Ролі в театрі
Кіровоградський академічний український музично-драматичний театр ім. М. Л. Кропивницького
Національний академічний драматичний театр імені Лесі Українки
- «Скрізь один …» (від імені Тараса Шевченка)
- «Вишневий сад» (Симеонов-Пищик Борис Борисович, поміщик)
- «Дерева помирають стоячи» (Пастор)
- «Справжній чоловік на початку тисячоліття…» (Батько)
- «Нахлібник» (Іван Кузьмич Іванов, другий сусід, Василь Семенович Кузовкін, дворянин, який проживає на хлібах у Єлецьких)
- «Занадто щасливий батько» (Батько)
- «Потрібний брехун!» (Теофілос Ферекіс, депутат)
- «Школа скандалу» (Кейрлесс)
- «Трохи мерехтить примарна сцена … (Ювілей. Ювілей? Ювілей!)» (2011)
- «Дон Кіхот 1938 р.» (2006)
- «Весь Шекспір — за один вечір» (2005)
- «Маскарад» (2004)
- «Вовки та вівці» (2003)
- «Новорічні сюрпризи» (2003)
- «Лулу. Історія Куртизанки»(2002)
- «І все це було… І все це буде» (2002)
- «Помста по-італійськи» (2000)
- «Блоха у вусі» (1998)

### Фільмографія
- 2006 — «Дев'ять життів Нестора Махна» — епізод
- 2007 — «Повернення Мухтара-4» (серія 28 «Практична магія») — Санін
- 2008 — «Божевільний листопад» — Номінант
- 2010 — «1942» — епізод
- 2010 — «Маршрут милосердя»
- 2011 — «Повернення Мухтара-7» (серія 50 «Жива мішень») — Ковальов
- 2012 — «П'ять років та один день» — епізод
- 2014 — «Так далеко, так близько» — Григорій Тихонович, свекор Насті

## Нагороди
- 1998 — Заслужений артист України[1]
- 2014, 7 листопада — Народний артист України[2]